# 934
Évszázadok: 9. század – 10. század – 11. század
Évtizedek: 880-as évek – 890-es évek – 900-as évek – 910-es évek – 920-as évek – 930-as évek – 940-es évek – 950-es évek – 960-as évek – 970-es évek – 980-as évek
Évek: 929 – 930 – 931 – 932 –  933 – 934 – 935 – 936 – 937 – 938 – 939

## Események

### Európa
- A magyarok és a velük szövetkező besenyők állítólag (az eseményről író al-Maszúdi krónikájának egy másik értelmezése szerint a hadjárat a Kaukázusban és Anatóliában zajlott) megtámadják a Bolgár és a Bizánci Birodalmat, végigfosztogatják a Balkánt és Konstantinápoly falaiig jutnak, ahol Rómanosz császár éves adó fizetése fejében békét köt velük.
- Az itáliai nemesség egy pártja felajánlja a koronát Arnulf bajor herceg fiának, Eberhardnak. Arnulf betör Itáliába, de Hugó itáliai király visszaveri a támadását.
- Madarász Henrik német király legyőzi a dánokat, akiknek a királya, Knut kénytelen megkeresztelkedni.
- III. Abd al-Rahmán córdobai kalifa León és Pamplona királyságai ellen vezet hadjáratot. Legyőzi II. Ramiro leóni királyt, a kiskorú García Sanchez pamplonai király nevében pedig anyja, Toda (Abd al-Rahmán nagynénje) vazallusi esküt tesz a kalifának.
- Véresfejszéjű Erik norvég király féltestvére, az angolszász udvarban nevelkedett Haakon megérkezik Norvégiába és a zsarnok Erikkel elégedetlen törzsfők átállnak az ő oldalára. Erik az Orkney-szigetekre, majd Yorkba menekül, Haakont pedig kikiáltják Norvégia királyává.
- Æthelstan angol király négy walesi vazallus király kíséretében hadjáratot vezet II. Konstantin skót király ellen, aki meghódol és vazallusi esküt tesz neki.

### Abbászida Kalifátus
- Ibn Mukla elűzött vezír összeesküvést szervez és ráveszi a testőrséget hogy vessék börtönbe és vakítsák meg al-Káhir kalifát. A trónra al-Káhir unokaöccse, al-Rází kerül.
- Perzsiában Ali ibn Búja elfoglalja Fársz tartományt és emírré kiáltva ki magát megalapítja a Bújida dinasztiát.

### Észak-Afrika
- 59 éves korában meghal Abdalláh al-Mahdí fátimida kalifa. Utódja fia, al-Káim, aki flottát küld, hogy Dél-Franciaország és Itália keresztény kikötővárosait fosztogassák.

### Kelet-Ázsia
- Kínában a Kései Tang-dinasztia előző évben hatalomra jutott került császárát, Li Cung-hout adoptált fivére, Li Cung-ko elűzi a trónról.
- Csengtu kormányzója, Meng Csi-hsziang fellázad és kikiáltja a független Kései Su királyságot.
- Koreában Korjo hadserege Hongszongnál döntő vereséget mér Kései Pekcse csapataira.

## Születések
- Tung Jüan, kínai festő
- Wolfgang, regensburgi püspök

## Halálozások
- március 4. - Abdalláh al-Mahdí, fátimida kalifa
- május 24. - Li Cung-hou, a Kései Tang-dinasztia császára
- november 2. - Emma, Rudolf nyugati frank király felesége
- Abu Zajd al-Balhí, perzsa matematikus és orvos

## Fordítás
- Ez a szócikk részben vagy egészben  a(z)   934 című angol Wikipédia-szócikk ezen változatának fordításán alapul.  Az eredeti cikk szerkesztőit annak laptörténete sorolja fel. Ez a jelzés csupán a megfogalmazás eredetét és a szerzői jogokat jelzi, nem szolgál a cikkben szereplő információk forrásmegjelöléseként.